# Фрейм (HTML)
Фрейм (от англ. frame — рамка) — отдельный законченный HTML-документ, который вместе с другими HTML-документами может быть отображён в окне браузера.
Фреймы по своей сути очень похожи на ячейки таблицы, однако более универсальны. Фреймы разбивают веб-страницу на отдельные миникадры, расположенные на одном экране, которые являются независимыми друг от друга. Каждое окно может иметь собственный адрес. При нажатии на любую из ссылок, расположенных в одном фрейме, можно продолжать видеть страницы в других окнах.
Фреймы часто использовались для навигации по веб-сайту. При этом навигационная страница располагается в одном окне, а страницы с текстом — в другом.
В настоящее время использование фреймов для публичных сайтов не рекомендовано. Главным образом это связано с принципом работы поисковых машин, которые приводят пользователя к HTML-документу, являющемуся, согласно задумке, лишь одним из фреймов того, что автору сайта хотелось бы представить. Данный недостаток фреймов устраняется средствами JavaScript.

## Описание
Тег <FRAME> определяет свойства отдельного фрейма, на которые делится окно браузера. Этот элемент должен располагаться в контейнере <FRAMESET>, который к тому же задаёт способ разметки страницы на отдельные области. В каждую из таких областей загружается самостоятельная веб-страница, определяемая с помощью параметра src=. Хотя обязательных атрибутов у тега <FRAME> и нет, рекомендуется задавать каждому фрейму имя через атрибут name=. Это особенно важно, если требуется по ссылке из одного фрейма загружать документ в другой.
Синтаксис: <frameset> <frame> </frameset>
Возможные атрибуты:
bordercolor=— цвет линии границы.
frameborder= — отображать рамку вокруг фрейма или нет.
name= — уникальное имя фрейма.
noresize= — определяет, можно изменять размер фрейма пользователю или нет.
scrolling= — способ отображения полосы прокрутки во фрейме.
src= — путь к файлу, предназначенному для загрузки во фрейме.
Закрывающий тег — не требуется.
Пример использования тега:
```
<
frameset
 
rows
=
"80,*"
 
cols
=
"*"
>

  
<
frame
 
src
=
"top.html"
 
name
=
"topFrame"
 
scrolling
=
"no"
 
noresize
>

  
<
frameset
 
cols
=
"80,*"
>

    
<
frame
 
src
=
"left.html"
 
name
=
"leftFrame"
 
scrolling
=
"no"
 
noresize
>

    
<
frame
 
src
=
"main.html"
 
name
=
"mainFrame"
>

  
</
frameset
>

</
frameset
>

```